# Herb gminy Laszki
Herb gminy Laszki – jeden z symboli gminy Laszki, ustanowiony po 1999.

## Wygląd i symbolika
Herb przedstawia na tarczy koloru zielonego dwa złote snopy zboża, przecinające się w skos, a na nich siedzący brązowy jastrząb. Taki wizerunek, wyróżniający się spośród innych gmin powiatu, został zaakceptowany przez radnych.